# 75223 Wupatki
75223 Wupatki è un asteroide della fascia principale. Scoperto nel 1999, presenta un'orbita caratterizzata da un semiasse maggiore pari a 2,3852472 UA e da un'eccentricità di 0,2042398, inclinata di 3,19529° rispetto all'eclittica.